# Рауэ

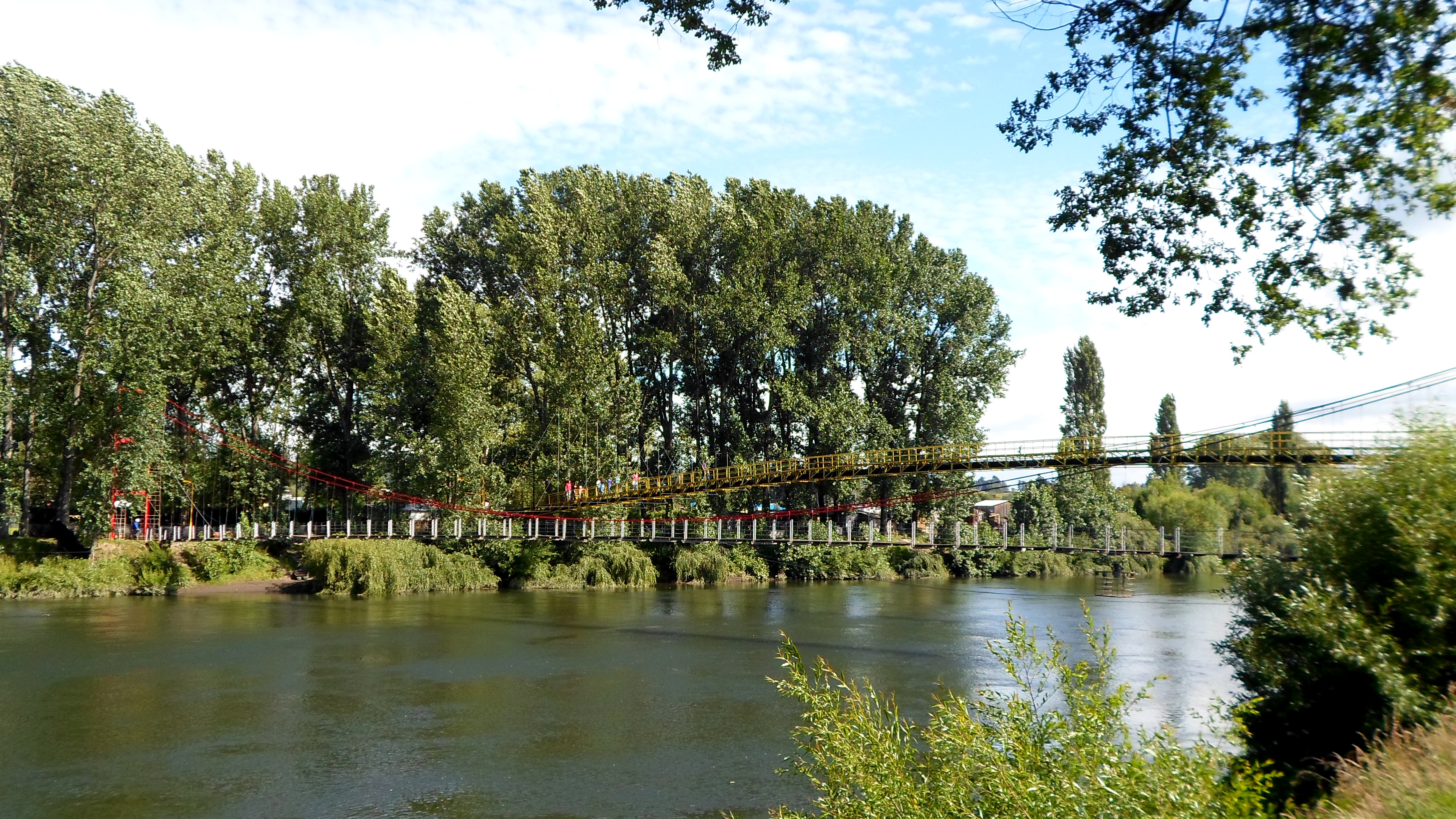
Пешеходный мост через реку Рауэ

Рауэ (исп.  Río Rahue ) — река в провинции Осорно области Лос-Лагос Чили, левый приток реки Рио-Буэно.

## География
Длина реки составляет 120 км, площадь бассейна равна 6510 км². Река берёт начало в западной оконечности озера Рупанко на высоте 141 метр. Течёт в общем северо-западном направлении, впадает в реку Рио-Буэно примерно в 40 км от устья последней.
Главные притоки: Койуэко, Дамас и Рио-Негро.
Крупнейшим городом на берегах реки является город Осорно, административный центр одноимённой провинции.